# Progenies of the Great Apocalypse
«Progenies of the Great Apocalypse» es un sencillo del material discográfico Death Cult Armageddon de la banda noruega Dimmu Borgir, lanzado el 8 de septiembre de 2003. 
En el video se utilizan imágenes generadas por computadora para darle un toque más extravagante e intenso al disco. También fue la banda sonora del videojuego Brütal Legend. La canción ha aparecido en varias bandas sonoras, además contó con la participación de la Orquesta Sinfónica de Praga.

## Sencillo
Partes de esta canción y otra («Eradication Instincts Defined») fueron utilizados para la película Hellboy y Stardust.
El sencillo también está incluido en la banda sonora del videojuego APB: All Points Bulletin, y la versión orquestal aparece en otro llamado Insanely Twisted Shadow Planet.